# Almudena Muñoz
Almudena Muñoz Martínez (* 4. November 1968 in Valencia) ist eine ehemalige spanische Judoka. Sie war 1992 Olympiasiegerin und 1993 Europameisterin im Halbleichtgewicht, der Gewichtsklasse bis 52 Kilogramm.

## Sportliche Karriere
Die 1,62 m große Almudena Muñoz war 1989 Studentenweltmeisterin. 1991 gewann sie das Tournoi de Paris mit einem Finalsieg über die Kubanerin Legna Verdecia. Bei den Judo-Weltmeisterschaften 1991 belegte sie den siebten Platz, nachdem sie im Viertelfinale gegen die Französin Fabienne Boffin verloren hatte. Im Finale der spanischen Meisterschaften 1992 unterlag Muñoz der drei Jahre jüngeren Isabel Fernández. Für die olympische Premiere des Frauenjudo 1992 in Barcelona nominierte der spanische Verband Almudena Muñoz. Sie gewann vor heimischem Publikum drei ihrer Kämpfe durch Schiedsrichterentscheid, im Finale besiegte sie die Japanerin Noriko Mizoguchi mit einer kleinen Wertung.
1993 gewann sie den spanischen Meistertitel, so wie später auch 1995 und 1997. Bei den Europameisterschaften 1993 in Athen siegte sie im Finale über die Französin Cécile Nowak. Fünf Monate später erreichte die Spanierin das Finale bei den Judo-Weltmeisterschaften 1993 im kanadischen Hamilton und gewann Silber hinter Legna Verdecia. 1995 siegte Muñoz wieder beim Tournoi de Paris. Bei den Europameisterschaften und bei den Weltmeisterschaften 1995 belegte sie jeweils den fünften Platz. Ebenfalls Fünfte wurde sie bei den Europameisterschaften 1996, den Olympischen Spielen 1996 und den Europameisterschaften 1997.